# Major League Baseball 2009
Sezóna MLB 2009 začala v neděli 5. dubna 2009 a skončila 4. listopadu 2009. Vítězem Světové série se stal tým New York Yankees.

## Základní část

### Americká liga
| Tým               | Z   | V   | P  | %    | doma    | venku   |
| ----------------- | --- | --- | -- | ---- | ------- | ------- |
| New York Yankees  | 162 | 103 | 59 | 63,6 | 57 – 24 | 46 – 35 |
| Boston Red Sox    | 162 | 95  | 67 | 58,6 | 56 – 25 | 39 – 42 |
| Tampa Bay Rays    | 162 | 84  | 78 | 51,9 | 52 – 29 | 32 – 49 |
| Toronto Blue Jays | 162 | 75  | 87 | 46,3 | 44 – 37 | 31 – 50 |
| Baltimore Orioles | 162 | 64  | 98 | 39,5 | 39 – 42 | 25 – 56 |

| Tým                | Z   | V  | P  | %    | doma    | venku   |
| ------------------ | --- | -- | -- | ---- | ------- | ------- |
| Minnesota Twins*   | 163 | 87 | 76 | 53,3 | 49 – 33 | 38 – 43 |
| Detroit Tigers*    | 163 | 86 | 77 | 52,8 | 51 – 30 | 35 – 47 |
| Chicago White Sox  | 162 | 79 | 83 | 48,8 | 43 – 38 | 36 – 45 |
| Cleveland Indians  | 162 | 65 | 97 | 40,1 | 35 – 46 | 30 – 51 |
| Kansas City Royals | 162 | 65 | 97 | 40,1 | 33 – 48 | 32 – 49 |

| Západní divize \| Tým \| Z \| V \| P \| % \| doma \| venku \| \| ------------------ \| --- \| -- \| -- \| ---- \| ------- \| ------- \| \| Los Angeles Angels \| 162 \| 97 \| 65 \| 59,9 \| 49 – 32 \| 48 – 33 \| \| Texas Rangers \| 162 \| 87 \| 75 \| 53,7 \| 48 – 33 \| 39 – 42 \| \| Seattle Mariners \| 162 \| 85 \| 77 \| 52,5 \| 48 – 33 \| 37 – 44 \| \| Oakland Athletics \| 162 \| 75 \| 87 \| 46,3 \| 40 – 41 \| 35 – 46 \| |     |    |    |      |         |         |
| Tým | Z   | V  | P  | %    | doma    | venku   |
| Los Angeles Angels | 162 | 97 | 65 | 59,9 | 49 – 32 | 48 – 33 |
| Texas Rangers | 162 | 87 | 75 | 53,7 | 48 – 33 | 39 – 42 |
| Seattle Mariners | 162 | 85 | 77 | 52,5 | 48 – 33 | 37 – 44 |
| Oakland Athletics | 162 | 75 | 87 | 46,3 | 40 – 41 | 35 – 46 |

### Národní liga
| Tým                   | Z   | V  | P   | %    | doma    | venku   |
| --------------------- | --- | -- | --- | ---- | ------- | ------- |
| Philadelphia Phillies | 162 | 93 | 69  | 57,4 | 45 – 36 | 48 – 33 |
| Florida Marlins       | 162 | 87 | 75  | 53,7 | 43 – 38 | 44 – 37 |
| Atlanta Braves        | 162 | 86 | 76  | 53,1 | 40 – 41 | 46 – 35 |
| New York Mets         | 162 | 70 | 92  | 43,2 | 41 – 40 | 29 – 52 |
| Washington Nationals  | 162 | 59 | 103 | 36,4 | 33 – 48 | 26 – 55 |

| Tým                 | Z   | V  | P  | %    | doma    | venku   |
| ------------------- | --- | -- | -- | ---- | ------- | ------- |
| St. Louis Cardinals | 162 | 91 | 71 | 56,2 | 46 – 35 | 45 – 36 |
| Chicago Cubs        | 161 | 83 | 78 | 51,6 | 46 – 34 | 37 – 44 |
| Milwaukee Brewers   | 162 | 80 | 82 | 49,4 | 40 – 41 | 40 – 41 |
| Cincinnati Reds     | 162 | 78 | 84 | 48,1 | 40 – 41 | 38 – 43 |
| Houston Astros      | 162 | 74 | 88 | 45,7 | 44 – 37 | 30 – 51 |
| Pittsburgh Pirates  | 161 | 62 | 99 | 38,5 | 40 – 41 | 22 – 58 |

| Západní divize \| Tým \| Z \| V \| P \| % \| doma \| venku \| \| -------------------- \| --- \| -- \| -- \| ---- \| ------- \| ------- \| \| Los Angeles Dodgers \| 162 \| 95 \| 67 \| 58,6 \| 50 – 31 \| 45 – 36 \| \| Colorado Rockies \| 162 \| 92 \| 70 \| 56,8 \| 51 – 30 \| 41 – 40 \| \| San Francisco Giants \| 162 \| 88 \| 74 \| 54,3 \| 52 – 29 \| 36 – 45 \| \| San Diego Padres \| 162 \| 75 \| 87 \| 46,3 \| 42 – 39 \| 33 – 48 \| \| Arizona Diamondbacks \| 162 \| 70 \| 92 \| 43,2 \| 36 – 45 \| 34 – 47 \| |     |    |    |      |         |         |
| Tým | Z   | V  | P  | %    | doma    | venku   |
| Los Angeles Dodgers | 162 | 95 | 67 | 58,6 | 50 – 31 | 45 – 36 |
| Colorado Rockies | 162 | 92 | 70 | 56,8 | 51 – 30 | 41 – 40 |
| San Francisco Giants | 162 | 88 | 74 | 54,3 | 52 – 29 | 36 – 45 |
| San Diego Padres | 162 | 75 | 87 | 46,3 | 42 – 39 | 33 – 48 |
| Arizona Diamondbacks | 162 | 70 | 92 | 43,2 | 36 – 45 | 34 – 47 |

## Play-off
|  | Čtvrtfinále           | Čtvrtfinále           |                     |   | Semifinále | Semifinále |  |  | Finále | Finále |
|  |                       |                       |                     |   |            |            |  |  |        |        |
|  |                       |                       |                     |   |            |            |  |  |        |        |
|  | New York Yankees      | 3                     |                     |   |            |            |  |  |        |        |
|  | New York Yankees      | 3                     |                     |   |            |            |  |  |        |        |
|  | Minnesota Twins       | 0                     |                     |   |            |            |  |  |        |        |
|  | Minnesota Twins       | 0                     | New York Yankees    | 4 |            |            |  |  |        |        |
|  |                       |                       | New York Yankees    | 4 |            |            |  |  |        |        |
|  |                       | Los Angeles Angels    | 2                   |   |            |            |  |  |        |        |
|  | Los Angeles Angels    | Los Angeles Angels    | 2                   | 3 |            |            |  |  |        |        |
|  | Los Angeles Angels    |                       |                     | 3 |            |            |  |  |        |        |
|  | Boston Red Sox        | 0                     |                     |   |            |            |  |  |        |        |
|  | Boston Red Sox        | 0                     | New York Yankees    | 4 |            |            |  |  |        |        |
|  |                       |                       | New York Yankees    | 4 |            |            |  |  |        |        |
|  |                       | Philadelphia Phillies | 2                   |   |            |            |  |  |        |        |
|  | Los Angeles Dodgers   | Philadelphia Phillies | 2                   | 3 |            |            |  |  |        |        |
|  | Los Angeles Dodgers   |                       |                     | 3 |            |            |  |  |        |        |
|  | St. Louis Cardinals   | 0                     |                     |   |            |            |  |  |        |        |
|  | St. Louis Cardinals   | 0                     | Los Angeles Dodgers | 1 |            |            |  |  |        |        |
|  |                       |                       | Los Angeles Dodgers | 1 |            |            |  |  |        |        |
|  |                       | Philadelphia Phillies | 4                   |   |            |            |  |  |        |        |
|  | Philadelphia Phillies | Philadelphia Phillies | 4                   | 3 |            |            |  |  |        |        |
|  | Philadelphia Phillies |                       |                     | 3 |            |            |  |  |        |        |
|  | Colorado Rockies      | 1                     |                     |   |            |            |  |  |        |        |
|  | Colorado Rockies      | 1                     |                     |   |            |            |  |  |        |        |